# Mechanicsburg, Illinois
Mechanicsburg är en ort (village) i Sangamon County i Illinois. Vid 2020 års folkräkning hade Mechanicsburg 662 invånare.